# Jon Kwang-ik
Jon Kwang-ik ((전광익?, 全光益?); Pyongyang, 5 aprile 1988) è un calciatore nordcoreano, difensore del Amrokgang Sports Club.

## Carriera

### Club
Nel 2005 debutta con l'Amrokgang, squadra in cui ha giocato fino al 2012.
Nell'estate dello stesso anno si trasferisce in Qatar nella squadra campione in carica del 
Lekhwiya.